# 대한민국 형법 제157조
대한민국 형법 제157조는 무고죄의 자백 자수에 대한 특례에 대한 형법각칙의 조문이다.

## 조문
제157조(자백·자수) 제153조는 전조에 준용한다.

## 참조조문
제153조(자백, 자수) 전조의 죄를 범한 자가 그 공술한 사건의 재판 또는 징계처분이 확정되기 전에 자백 또는 자수한 때에는 그 형을 감경 또는 면제한다.

## 판례
- 무고죄에 있어서 형의 필요적 감면사유에 해당하는 자백이란 자신의 범죄사실, 즉 타인으로 하여금 형사처분 또는 징계처분을 받게 할 목적으로 공무소 또는 공무원에 대하여 허위의 사실을 신고하였음을 자인하는 것을 말하고, 단순히 그 신고한 내용이 객관적 사실에 반한다고 인정함에 지나지 아니하는 것은 이에 해당하지 아니한다[1]

## 같이 보기
- 무고죄
- 위증죄
- 대한민국 형법 제156조 무고죄